# Maria Fernanda Alves
Maria Fernanda Barbato Alves (17 de abril de 1983, Florianópolis), también conocida como Nanda Alves, es una jugadora de tenis profesional de Brasil. Actualmente es entrenada por su padre Carlos y el extenista Thomaz Koch.

## Estadísticas

### Finales del circuito ITF (18–8)
| $50,000 a $100,000 |
| $10,000 a $25,000  |

| Resultado   | No. | Fecha                    | Torneo           | Superficie | Rival                        | Marcador         |
| Campeona    | 1.  | 30 de julio de 2000      | Caracas          | Dura       | Stephanie Schaer             | 6–3, 6–2         |
| Campeona    | 2.  | 19 de noviembre de 2000  | San Salvador     | Arcilla    | Alejandra Rivero             | 4–2, 4–0, 4–2    |
| Campeona    | 3.  | 1 de julio de 2001       | Elvas            | Dura       | Oleksandra Kravets           | 6–3, 6–2         |
| Subcampeona | 4.  | 14 de julio de 2001      | Guecho           | Arcilla    | Alexandra Kloesel            | 6–3, 6–2         |
| Subcampeona | 5.  | 29 de septiembre de 2001 | São Paulo        | Dura       | Carla Tiene                  | 6–3, 7–5         |
| Campeona    | 6.  | 12 de abril de 2002      | Belo Horizonte   | Dura       | María Vanina García Sokol    | 6–3, 6–1         |
| Subcampeona | 7.  | 21 de julio de 2002      | Campos do Jordão | Dura       | Jolanda Mens                 | 6–2, 4–6, 6–2    |
| Campeona    | 8.  | 25 de agosto de 2002     | Asunción         | Arcilla    | Celeste Contín               | 6–1, 6–1         |
| Campeona    | 9.  | 16 de marzo de 2003      | Matamoros        | Dura       | Joana Cortez                 | 3–6, 6–4, 6–2    |
| Subcampeona | 10. | 23 de marzo de 2003      | Monterrey        | Dura       | Kildine Chevalier            | 3–6, 6–0, 6–3    |
| Campeona    | 11. | 30 de marzo de 2003      | Monterrey        | Dura       | Joana Cortez                 | 4–6, 7–6(3), 6–4 |
| Campeona    | 12. | 22 de junio de 2003      | Poza Rica        | Dura       | Carla Tiene                  | 6–4, 7–5         |
| Campeona    | 13. | 5 de julio de 2003       | Monterrey        | Dura       | Carla Tiene                  | 7–5, 6–3         |
| Subcampeona | 14. | 20 de julio de 2003      | Campos do Jordão | Dura       | Frederica Piedade            | 6–3, 2–6, 6–4    |
| Campeona    | 15. | 27 de junio de 2004      | Périgueux        | Arcilla    | Maria Wolfbrandt             | 6–3, 6–3         |
| Campeona    | 16. | 18 de julio de 2004      | Campos do Jordão | Dura       | Katalin Marosi               | 7–5, 7–6(2)      |
| Campeona    | 17. | 10 de octubre de 2004    | Ciudad Juárez    | Arcilla    | María José Argeri            | 7–5, 6–3         |
| Campeona    | 18. | 26 de julio de 2005      | Campos do Jordão | Dura       | María José Argeri            | 6–3, 7–5         |
| Campeona    | 19. | 6 de mayo de 2007        | Los Mochis       | Dura       | Irina Falconi                | 6–2, 6–0         |
| Campeona    | 20. | 13 de mayo de 2007       | Mazatlán         | Dura       | Jennifer Elie                | 6–1, 6–4         |
| Campeona    | 21. | 19 de mayo de 2007       | Irapuato         | Dura       | Viky Núñez Fuentes           | 6–3, 7–5         |
| Subcampeona | 22. | 30 de junio de 2007      | Estambul         | Dura       | Kira Nagy                    | 6(2)–7, 7–5, 6–2 |
| Subcampeona | 23. | 4 de agosto de 2007      | Campos do Jordão | Dura       | Teliana Pereira              | 6–4, 6–2         |
| Campeona    | 24. | 6 de septiembre de 2008  | Barueri          | Dura       | Carla Tiene                  | 6–3, 7–5         |
| Campeona    | 25. | 20 de junio de 2009      | Belém            | Dura       | Nathalia Rossi               | 6–3, 6–3         |
| Subcampeona | 26. | 1 de agosto de 2009      | Campos do Jordão | Dura       | María Fernanda Álvarez Terán | 6–3, 6–3         |